# Lille Revolution
|  | Denne artikel er oprettet af botten Steenthbot ud fra en ekstern database. Den kan derfor have sproglige fejl eller mangler. Denne skabelon kan fjernes efter kontrol af indholdet. |

Lille Revolution er en dansk dokumentarfilm fra 2010 instrueret af Marianne Hougen-Moraga.